# Чхэрён
Ли Чхэрён (кор. 이채령) — южнокорейская певица. Является участницей гёрл-группы ITZY. В группе она занимает позиции главного танцора, вокалистки и саб-рэпера.

## Карьера

### 2013—2014: K-pop Star 3
24 ноября 2013 года Чхэрён вместе со своей старшей сестрой Ли Чхэён дебютировала на шоу K-pop Star 3. Во время шоу судьи хорошо отзывались о их танцевальных навыках. Однако до конца шоу не дошла ни Чхэрён, ни её сестра. Зато обе сестры стали стажерами JYP Entertainment.

### 2015: SIXTEEN
После года стажировки в агентстве, в мае 2015 сестры приняли участие в ещё одном шоу на выживание SIXTEEN — шоу, созданное JYP Entertainment для девушек-стажёров, победители которого образуются в новую группу Twice.
Чэён исключили после второго испытания, какое-то долгое время после шоу она пробыла в JYP Entertainment, но в итоге она расторгла контракт и перешла в WM Entertainment. В 2018 году она приняла участие в PRODUCE 48, где по окончании шоу заняла 12-е место и смогла дебютировать в проектной группе IZ*ONE.
Чхэрён дошла почти до конца и в последнем эпизоде выбыла, так и не дебютировав. Чхэрён продолжала стажироваться в JYP Entertainment после окончания шоу.

### 2019 — настоящее время: ITZY
20 января 2019 года, JYP Entertainment объявили состав новой женской группы Itzy, в который входила и Чхэрён.
В феврале они дебютировали с синглом Dalla Dalla: 10 февраля был выпущен клип, а 14 февраля — дебютная сцена на M Countdown.

## Образование
7 февраля 2020 года Чхэрён вместе с Рюджин окончила Hanlim Multi Art School.

## Фильмография

### Реалити-шоу
«K-pop Star 3» (SBS, 2013)